# Techno hardcore belge
Ne doit pas être confondu avec new beat, gabber, breakbeat hardcore, happy hardcore ou techno industrielle.
La techno hardcore belge (également appelée techno belge ou techno rave) est un genre précurseur de la techno hardcore ayant émergé du new beat alors que les influences EBM et techno devenaient plus répandues dans ce genre. Ce style particulier est décrit comme une « techno apocalyptique, presque wagnérienne, bombastique », en raison de son utilisation de stabs orchestraux dramatiques et de tonalités de synthétiseur menaçantes qui la distinguent des formes antérieures d'electronic dance music. Il s'est développé en Belgique et a influencé le son des premiers hardcore des Pays-Bas, de l'Allemagne, de l'Italie, du Royaume-Uni et de l'Amérique du Nord au début des années 1990, dans le cadre du mouvement rave de l'époque.
Le hardcore belge est apparenté à la fois à la techno européenne et à la techno hardcore, dont il est généralement considéré comme une forme précoce. Le genre est désigné par plusieurs autres noms, tels que « rave belge » et « bretter tekkno ». Les prédécesseurs immédiats du hardcore belge étaient deux sous-genres de beat éphémères appelés « hard beat », et « skizzo ».

## Histoire
À l'origine une forme lente d'electronic dance music, le new beat belge s'est transformé en une forme autochtone de techno hardcore au début des années 1990 avec l'arrivée de disques techno joués à la vitesse prévue ou légèrement accélérés. Ce style brutal de new hardcore se répand dans le circuit rave européen et atteint les charts pop. Le son hardcore belge a également influencé une partie des scènes rave du Royaume-Uni et des États-Unis.
Le genre est lancé par des producteurs belges de la scène new beat, comme Frank de Wulf, Olivier Abbeloos, Maurice Engelen, Oliver Adams et Nikki Van Lierop. Ce style musical est également lancé par des projets néerlandais tels que Human Resource, L.A. Style et Holy Noise. En dehors de l'Europe continentale, un petit groupe de producteurs a adopté ce style au Royaume-Uni. Les principaux labels qui ont développé ce style au Royaume-Uni sont Kickin' Records, Vinyl Solution, Rabbit City, Edge et Rising High. Le producteur Caspar Pound de Rising High Records, connu sous le nom de scène The Hypnotist, était un fervent défenseur de ce style de techno hardcore.
Le succès le plus notable de ce style de hardcore dans les charts pop est le single James Brown Is Dead de L.A. Style qui atteint le classement Hot 100 Airplay du Billboard. Des groupes notables comme The Immortals, 2 Unlimited, 2 Fabiola et AB Logic ont obtenu un succès relatif en mélangeant ce style avec la dance-pop. Après une brève période d'expansion au milieu des années 1990, le style perd de sa popularité, tandis que la techno hardcore moderne (gabber), la trance, le happy hardcore et la jungle sont devenus les principaux genres du circuit rave.

## Caractéristiques
Enraciné dans les sons du new beat, de l'EBM et de la techno, le hardcore belge est caractérisé comme une « marque typiquement belge de techno industrielle où la mélodie est remplacée par le bruit ». En fait, Renaat Vandepapeliere, propriétaire du label R&S, considère que le son belge est le résultat d'un mélange de musique industrielle, de new beat, de techno et d'acid house.
Il s'agit principalement d'un style four on the floor, plus dur et plus rapide que ses prédécesseurs new beat et techno, mais plus lent (entre 120 et 140 BPM) que le gabber et la techno hardcore moderne. Par rapport à ces styles, elle n'a pas non plus le kick de percussion hautement distordu. De nombreuses chansons de ce style s'inspirent de l'hymne instrumental intitulé What Time is Love ? des KLF sorti en 1988, avec des fanfares similaires, mélangées à des motifs de type rock similaires à la chanson hard beat Acid Rock de Rhythm Devic, sortie en 1989. L'utilisation intensive de stabs de synthétiseur (samples courts et uniques de coups d'orchestre ou d'accords de synthétiseur) est considérée comme l'une des principales caractéristiques de ce style, dont les producteurs belges ont été les pionniers et qui a distingué ce style des styles précédents de house et de techno, ouvrant la voie à l'émergence du breakbeat hardcore et du gabber.
Le journaliste musical Simon Reynolds a écrit des articles détaillés sur la techno hardcore belge, couvrant des groupes comme Second Phase, T99, L.A. Style et Human Resource. De nombreux sons de synthétiseur ou stabs emblématiques des débuts de la scène rave sont popularisés par ces producteurs et d'autres au début des années 1990, comme le mentasm ou hoover et les stabs Anasthasia. La contribution musicale du DJ et producteur Joey Beltram de Brooklyn au label belge R&S Records a été l'une des pierres angulaires des sons et hymnes emblématiques de la scène rave belge qui ont émergé à cette époque,,. Ces sons de synthétiseurs et autres effets sonores tels que les alarmes, les sirènes et les cloches d'église ont été largement utilisés dans le genre, créant un sentiment d'urgence et d'insurrection par le biais de la musique.
Bon nombre des sons emblématiques de la rave qui ont émergé initialement au sein du hardcore belge ont ensuite été adoptés par des genres tels que le breakbeat hardcore,, la jungle, le darkcore, le techstep, le gabber, la hard house, la hard NRG, le happy hardcore, le hardstyle et la fidget house.